# Hygrotus confluens
Hygrotus confluens är en skalbaggsart som först beskrevs av Fabricius 1787.  I den svenska databasen Dyntaxa används istället namnet Coelambus confluens. Enligt Catalogue of Life ingår Hygrotus confluens i släktet Hygrotus och familjen dykare, men enligt Dyntaxa är tillhörigheten istället släktet Coelambus och familjen dykare. Arten är reproducerande i Sverige. Inga underarter finns listade i Catalogue of Life.

## Bildgalleri

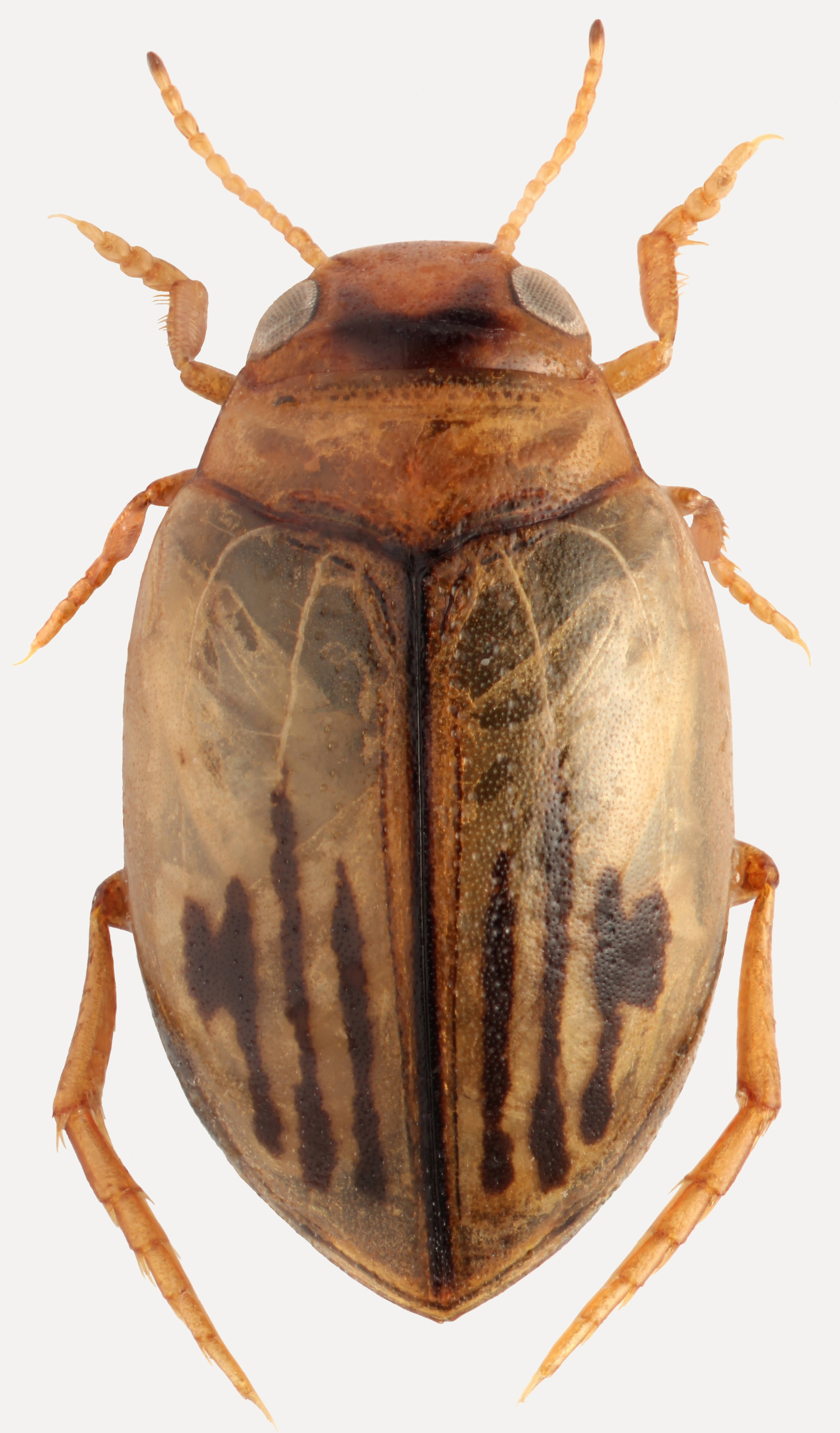
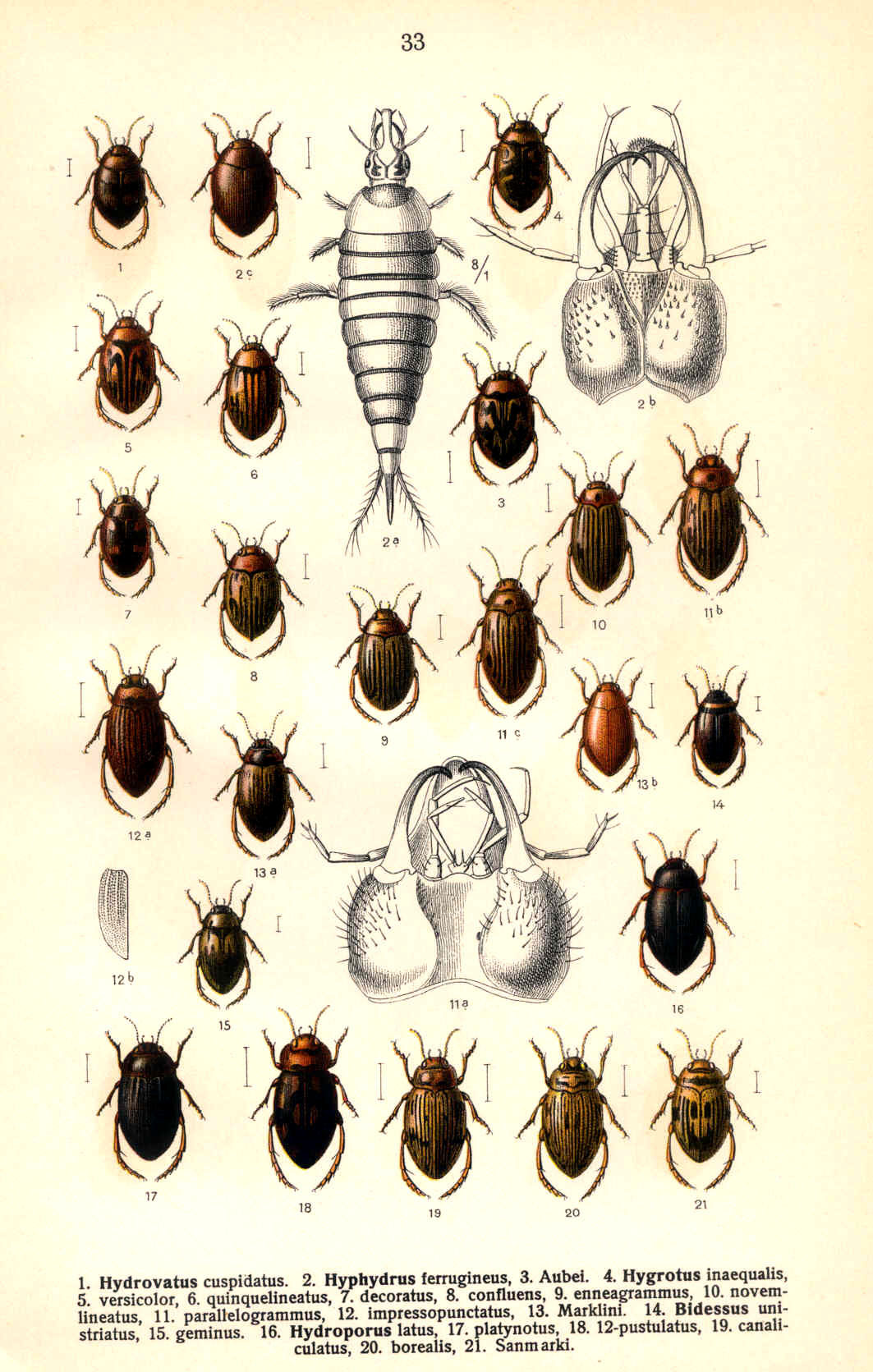